# Lista de títulos internacionais de clubes argentinos de futebol
Esta é uma lista de clubes argentinos de futebol que foram campeões de títulos oficiais internacionais organizados pela FIFA ou CONMEBOL.
O futebol argentino possui 76 conquistas internacionais de clubes, sendo até então o país da América do Sul com o maior número de títulos.

## Títulos por equipe

### Boca Juniors: 18 Títulos
Copa Intercontinental: 3 (1977, 2000, 2003) 

Copa Libertadores da América: 6 (1977, 1978, 2000, 2001, 2003, 2007)

Supercopa Libertadores: 1 (1989)

Recopa Sul-Americana: 4 (1990, 2005, 2006, 2008)

 Copa Master da Supercopa: 1 (1992)

 Copa Ouro: 1 (1993)

Copa Sul-Americana: 2 (2004,2005)

### Independiente: 18 Títulos
Copa Intercontinental: 2 (1973, 1984) 

Copa Libertadores da América: 7 (1964, 1965, 1972, 1973, 1974, 1975, 1984)

Copa Interamericana: 3 (1972, 1973, 1975)

Supercopa Libertadores: 2 (1994, 1995)

Recopa Sul-Americana: 1 (1995)

Copa Sul-Americana: 2 (2010 , 2017)

Copa Suruga Bank: 1 (2018)

### River Plate: 12 Títulos
Copa Intercontinental: 1 (1986)

Copa Libertadores da América: 4 (1986, 1996, 2015, 2018)

Copa Interamericana: 1 (1986)

Supercopa Libertadores: 1 (1997)

Copa Sul-Americana: 1 (2014)

Recopa Sul-Americana: 3 (2015, 2016, 2019)

Copa Suruga Bank: 1 (2015)

### Estudiantes: 6 Títulos
Copa Intercontinental: 1 (1968) 

Copa Libertadores da América: 4 (1968, 1969, 1970, 2009)

Copa Interamericana: 1 (1968)

### Racing: 5 Títulos
Copa Intercontinental: 1 (1967) 

Copa Libertadores da América: 1 (1967)

Supercopa Libertadores: 1 (1988)

Copa Sul-Americana: 1 (2024)

Recopa Sul-Americana: 1 (2025)

### Vélez Sársfield: 5 Títulos
Copa Intercontinental: 1 (1994) 

Copa Libertadores da América: 1 (1994)

Copa Interamericana: 1 (1994)

Supercopa Libertadores: 1 (1996)

Recopa Sul-Americana: 1 (1997)

### San Lorenzo: 3 Títulos
Copa Libertadores da América: 1 (2014)

Copa Mercosul: 1 (2001)

Copa Sul-Americana: 1 (2002)

### Argentinos Juniors: 2 Títulos
Copa Libertadores da América: 1 (1985)

Copa Interamericana: 1 (1985)

### Lanús: 2 Títulos
Copa Conmebol: 1 (1996)

Copa Sul-Americana: 1 (2013)

### Defensa y Justicia: 2 Títulos
Copa Sul-Americana: 1 (2020)

Recopa Sul-Americana: 1 (2021)

### Arsenal: 2 Títulos
Copa Sul-Americana: 1 (2007)

Copa Suruga Bank: 1 (2008)

### Rosario Central: 1 Título
Copa Conmebol: 1 (1995)

### Talleres (Córdoba): 1 Título
Copa Conmebol: 1 (1999)